# Batrachoides boulengeri
Batrachoides boulengeri е вид лъчеперка от семейство Batrachoididae. Видът е уязвим и сериозно застрашен от изчезване.

## Разпространение и местообитание
Разпространен е в Гватемала, Коста Рика, Никарагуа, Панама, Салвадор и Хондурас.
Среща се на дълбочина от 1 до 8.5 m.

## Описание
На дължина достигат до 36,2 cm.